# Friedrich Christian Delius

Friedrich Christian Delius (1992)

Friedrich Christian Adelbert Delius (auch bekannt als F. C. Delius; * 13. Februar 1943 in Rom; † 30. Mai 2022 in Berlin) war ein deutscher Schriftsteller.

## Leben und Wirken

### Kindheit und Jugend
Friedrich Christian Delius wurde 1943 in Rom geboren, wo sein Vater Pfarrer an der Deutschen Evangelischen Kirche war. Er war das älteste von vier Geschwistern und wuchs von 1944 bis 1958 im hessischen Wehrda auf. Das Abitur erlangte er 1963 an der Alten Landesschule in Korbach.

### Beruflicher Werdegang

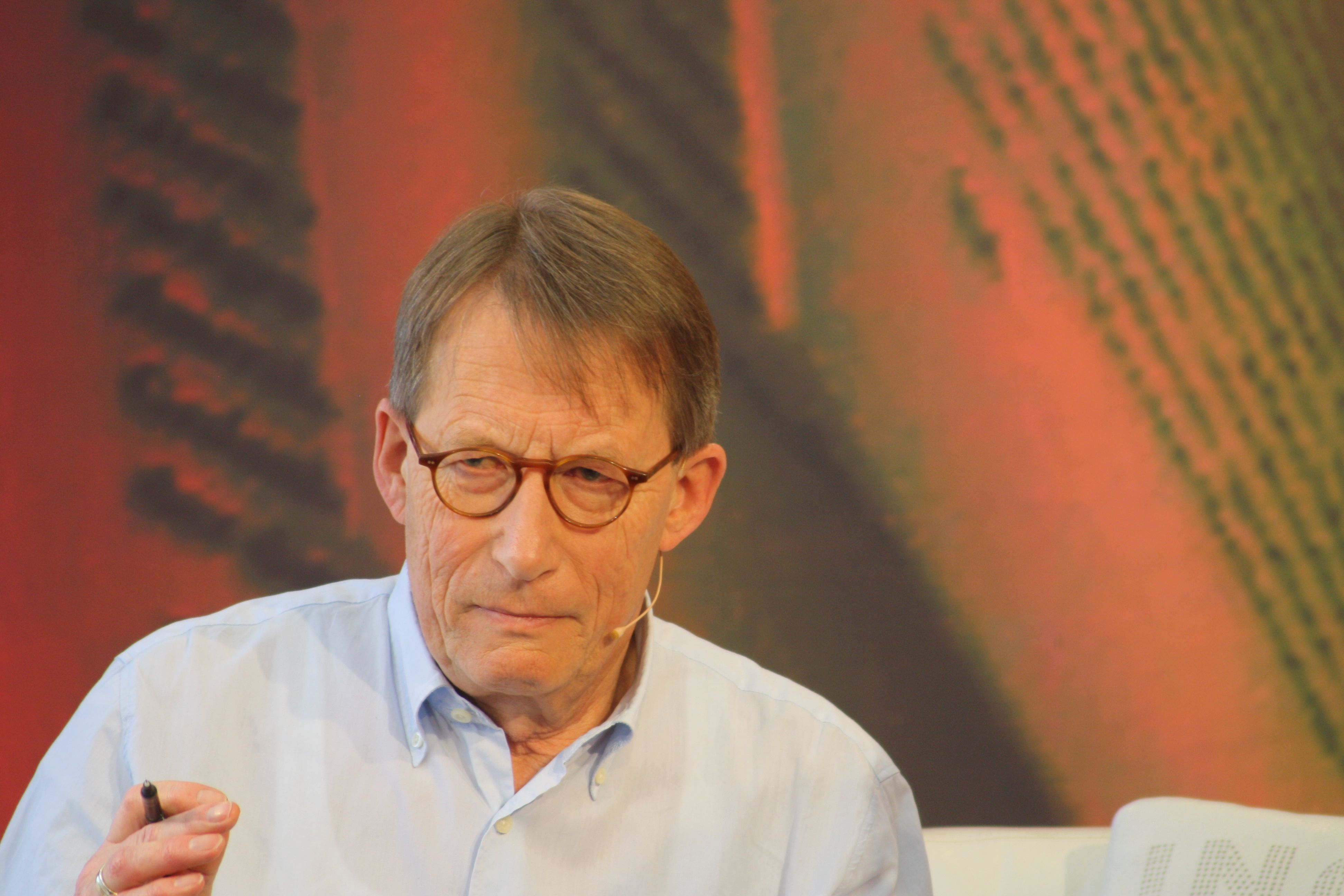
Friedrich Christian Delius, 2012

Von 1963 bis 1970 studierte er Literaturwissenschaft an der Freien Universität Berlin sowie an der Technischen Universität Berlin, wo er bei Walter Höllerer 1971 mit der Dissertation Der Held und sein Wetter zum Doktor der Philosophie promoviert wurde. Von 1970 bis 1973 arbeitete er als Lektor im Verlag Klaus Wagenbach, von 1973 bis 1978 in derselben Funktion im Rotbuch Verlag. Ab 1978 war er freier Schriftsteller.
Delius begann in den 1960er Jahren mit gesellschaftskritischer Lyrik und dokumentarischen, meist stark satirischen Texten. Von 1964 bis 1967 nahm er an den letzten vier Tagungen der Gruppe 47 teil. Durch den Kontakt zu Klaus Wagenbach erschien 1965 sein erstes Buch. Ab den 1970er Jahren schrieb er vorwiegend Romane, häufig zu Themen aus der Geschichte der Bundesrepublik Deutschland, z. B. zum Deutschen Herbst.

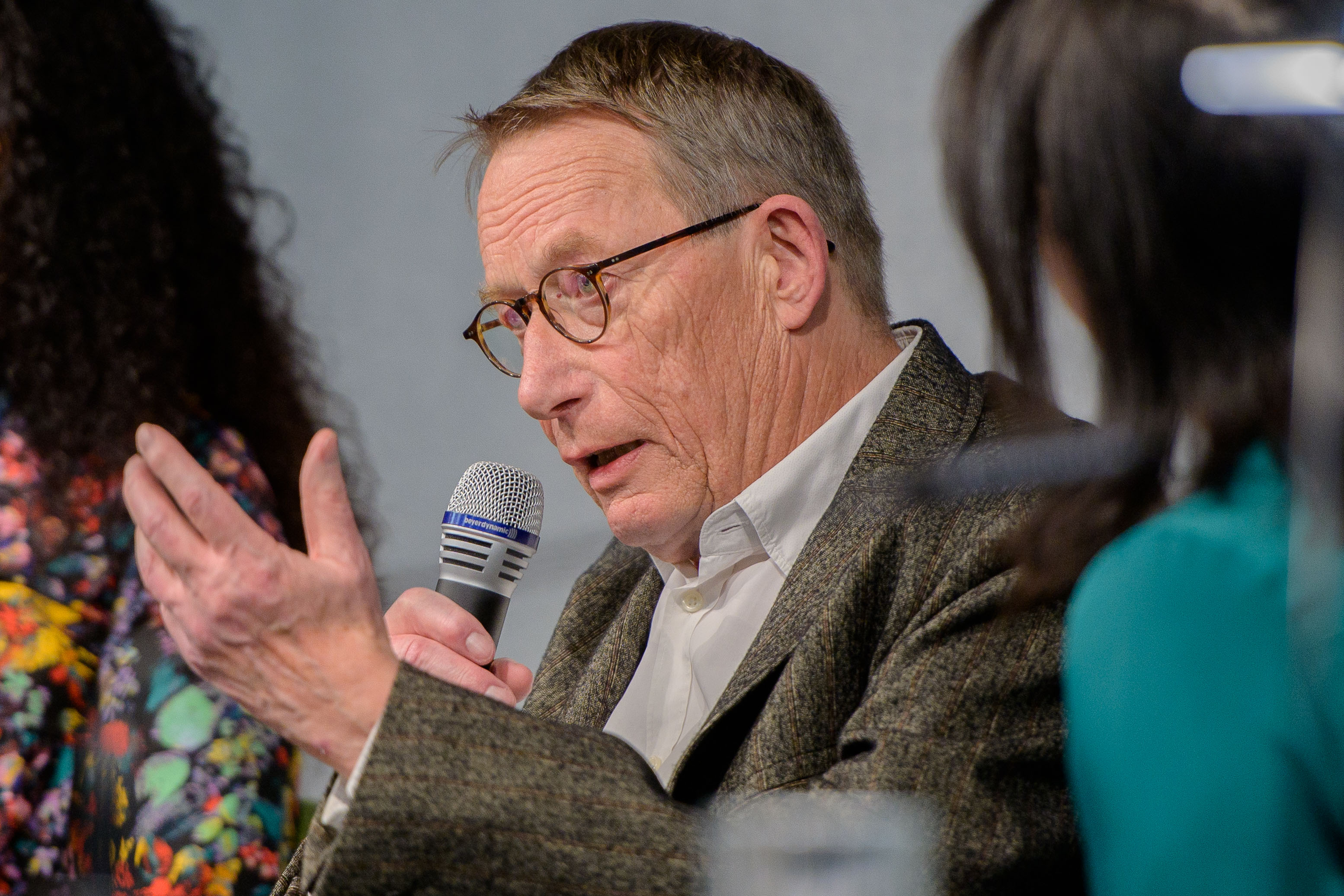
F. C. Delius, 2019

Friedrich Christian Delius war etwa fünfzig Jahre lang Mitglied des PEN-Zentrums Deutschland, bis er am 16. Mai 2022 im Zuge der Diskussion um Deniz Yücel seinen Austritt erklärte. Er war ab 1998 Mitglied der Deutschen Akademie für Sprache und Dichtung sowie ab 1997 der Freien Akademie der Künste Hamburg. Zudem war Delius Mitglied der Deutschen Akademie für Fußball-Kultur.
Nachdem er 2007 den Joseph-Breitbach-Preis erhalten hatte, wurde er 2011 auch mit dem Georg-Büchner-Preis geehrt, dem bekanntesten Literaturpreis im deutschen Sprachraum. Die Deutsche Akademie für Sprache und Dichtung begründete dies u. a. damit, dass er als „kritischer, findiger und erfinderischer Beobachter […] in seinen Romanen und Erzählungen die Geschichte der deutschen Bewusstseinslagen im 20. Jahrhundert erforscht“ habe.

### Privates

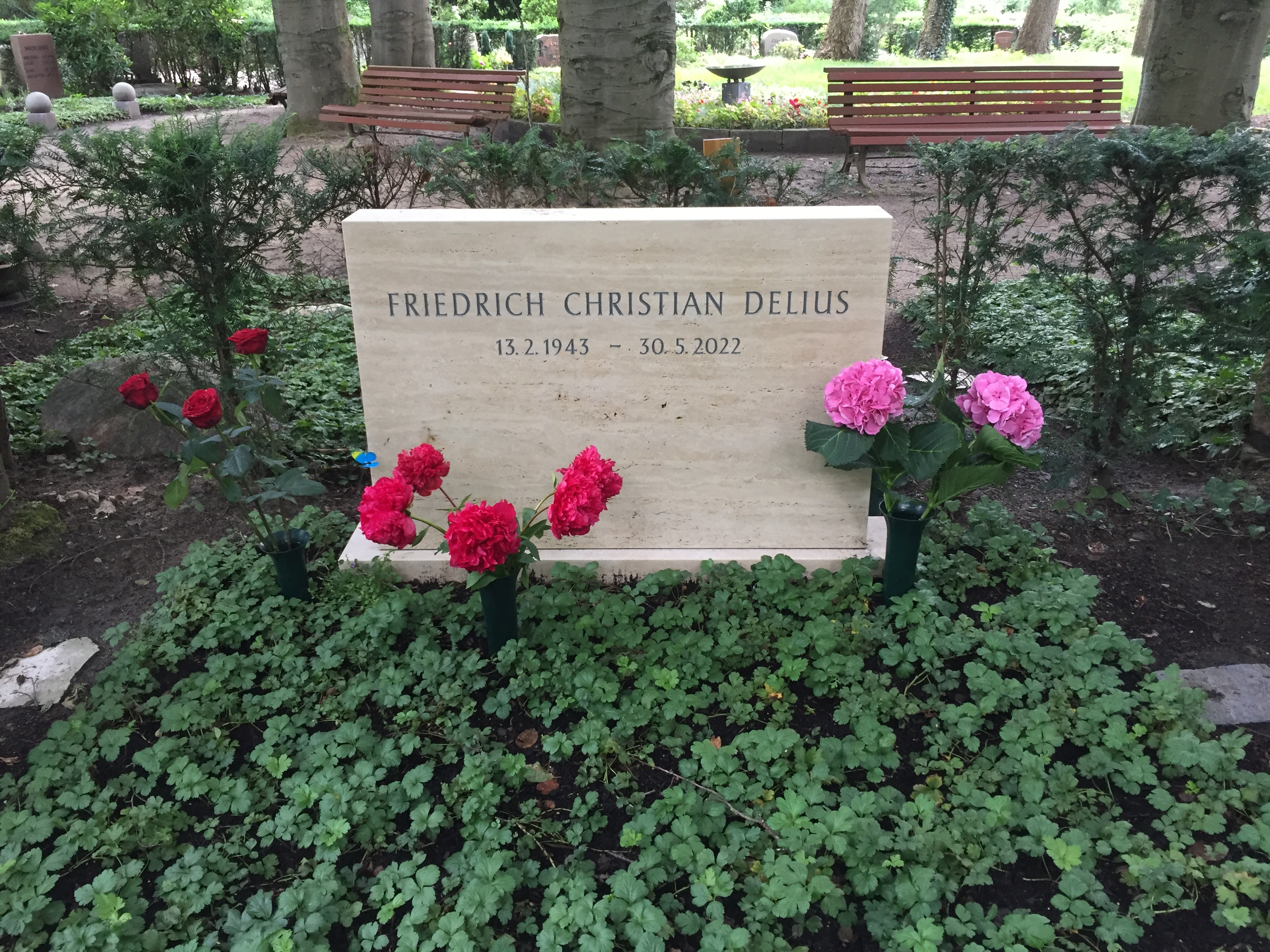
Grab Friedrich Christian Delius, Friedhof Heerstraße, Berlin 2023

Delius war zunächst mit Gisela Klann-Delius verheiratet, mit der er zwei Töchter hatte. Seine Tochter Mara Delius ist Herausgeberin der Literarischen Welt. 2003 heiratete er Ursula Bongaerts. Zuletzt lebte er in Berlin und Rom. Er starb am 30. Mai 2022 im Alter von 79 Jahren in Berlin.

### Familie und Werk
Mehrere von Delius’ Werken sind autobiographisch (z. B. Der Sonntag, an dem ich Weltmeister wurde) oder beschäftigen sich mit Mitgliedern seiner Familie mütterlicherseits, die er allerdings mit Pseudonymen versieht. So wird in der Erzählung Bildnis der Mutter als junge Frau aus der Perspektive der Mutter „Margarete“ alias Maria von der Lühe (1921–1995) erzählt, es geht darin auch um den Vater Gerhard Delius (1912–1960) und um die Großeltern mütterlicherseits. In der Erzählung Die Liebesgeschichtenerzählerin wird aus der Perspektive einer Marie von Schabow erzählt, die ihr Vorbild in Delius’ Tante Irmgard von der Lühe (1919–1998) hat. Diese veröffentlichte 1966 die Biographie Elisabeth von Thadden. Marie von Schabows Ehemann wird im Buch Reinhard von Mollnitz genannt, in der Wirklichkeit hieß er Friedrich Franz von Massow (1918–1997). Es geht dort ebenfalls um Delius’ Großvater mütterlicherseits „Hans von Schabow“ alias Hans Adelbert von der Lühe (1890–1975) und um dessen Frau, die 1891–1975 lebte und deren echter Name Hildegard von Quadt Wykradt-Hüchtenbruck im Buch genannt wird. Außerdem spielen von seinen Urgroßeltern in dieser Erzählung eine Rolle: Urgroßvater Paul von der Lühe (1854–1901) und Urgroßmutter Elisabeth von Jasmund (1865–1925).
Posthum erschienen die noch vor seinem Tod fertiggestellten Erinnerungen mit dem Titel „Darling, it’s Dilius!“ Erinnerungen mit großem A. Das autobiografische Buch kam in der siebten Kalenderwoche 2023 auf Platz 26 der Bestsellerliste Sachbuch des Börsenvereins des deutschen Buchhandels.

## Werke

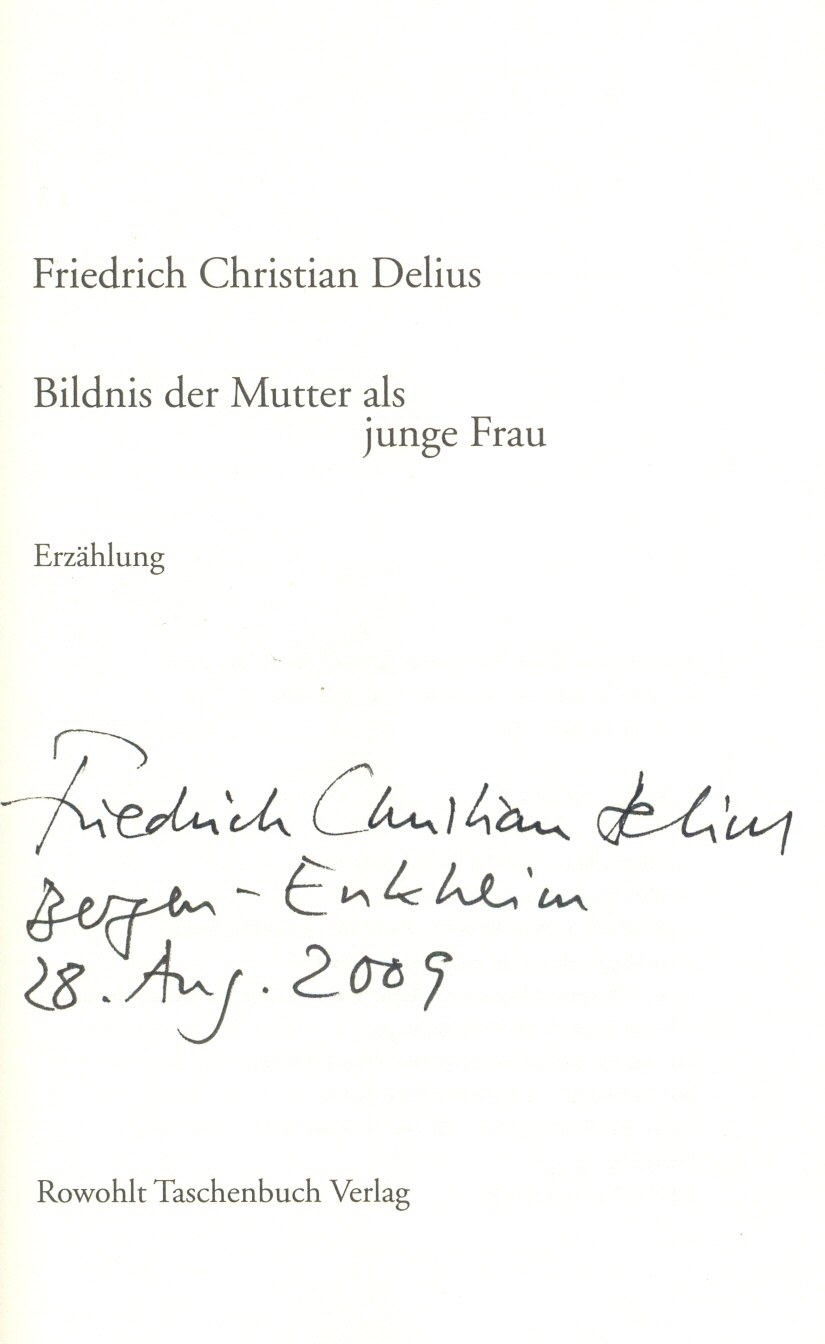
Autograph

### Autorschaft
- Kerbholz. Berlin 1965.
- Wir Unternehmer. Berlin 1966 (zusammen mit Karl-Heinz Stanzick).
- Wenn wir, bei Rot. Berlin 1969.
- Der Held und sein Wetter. München 1971.
- Unsere Siemens-Welt. Berlin 1972.
- Rezepte für Friedenszeiten. Berlin/Weimar 1973 (zusammen mit Nicolas Born und Volker von Törne).
- Ein Bankier auf der Flucht. Berlin 1975.
- Ein Held der inneren Sicherheit. Reinbek bei Hamburg 1981.
- Die unsichtbaren Blitze. Berlin 1981.
- Adenauerplatz. Reinbek bei Hamburg 1984.
- Einige Argumente zur Verteidigung der Gemüseesser. Berlin 1985.
- Mogadischu Fensterplatz. Reinbek bei Hamburg 1987.
- Japanische Rolltreppen. Reinbek bei Hamburg 1989.
- Die Birnen von Ribbeck. Reinbek bei Hamburg 1991.
- Himmelfahrt eines Staatsfeindes. Reinbek bei Hamburg 1992.
- Selbstporträt mit Luftbrücke. Reinbek bei Hamburg 1993.
- Der Sonntag, an dem ich Weltmeister wurde. Reinbek bei Hamburg 1994.
- Der Spaziergang von Rostock nach Syrakus. Erzählung. Rowohlt, Reinbek bei Hamburg 1995, ISBN 3-498-01302-5.
- Die Zukunft der Wörter. Paderborn 1995.
- Die Verlockungen der Wörter oder Warum ich immer noch kein Zyniker bin. Berlin 1996.
- Amerikahaus und der Tanz um die Frauen. Reinbek bei Hamburg 1997.
- Die Flatterzunge. Reinbek bei Hamburg 1999, ISBN 3-498-01310-6.
- Transit Westberlin. Berlin 1999 (zusammen mit Peter Joachim Lapp).
- Der Königsmacher. Berlin 2001.
- Warum ich schon immer Recht hatte – und andere Irrtümer. Berlin 2003, ISBN 3-87134-466-4.
- Mein Jahr als Mörder. Berlin 2004, ISBN 3-87134-458-3 (siehe auch Georg Groscurth).
- Die Minute mit Paul McCartney. Berlin 2005.
- Prospero. Oper. Musik: Luca Lombardi. UA 2006.
- Bildnis der Mutter als junge Frau. Berlin 2006, ISBN 3-87134-556-3.
- Die Frau, für die ich den Computer erfand. Reinbek bei Hamburg 2009, ISBN 978-3-87134-642-2.
- Der Held und sein Wetter. Ein Kunstmittel und sein ideologischer Gebrauch im Roman des bürgerlichen Realismus. Mit einem Vorwort von Wolf Haas. Wallstein Verlag, Göttingen 2011, ISBN 978-3-8353-1028-5.
- Als die Bücher noch geholfen haben. Biografische Skizzen. Rowohlt, Berlin 2012, ISBN 978-3-87134-735-1.
- Die linke Hand des Papstes. Rowohlt, Berlin 2013, ISBN 978-3-87134-770-2.
- Tanz durch die Stadt. Aus meinem Berlin-Album. (zusammen mit Renate von Mangoldt und Rainer Nitsche) Transit, Berlin 2014, ISBN 978-3-88747-309-9
- Die Liebesgeschichtenerzählerin. Rowohlt Berlin, Berlin 2016, ISBN 978-3-87134-823-5.
- Warum Luther die Reformation versemmelt hat. Rowohlt, Reinbek 2017, ISBN 978-3-499-61054-7.
- Die Zukunft der Schönheit.[14] Rowohlt Berlin, Berlin 2018, ISBN 978-3-7371-0040-3.
- Wenn die Chinesen Rügen kaufen, dann denkt an mich. Rowohlt Berlin, Berlin 2019, ISBN 978-3-7371-0076-2.
- Die Birnen von Ribbeck. Werkausgabe in Einzelbänden. Rowohlt Berlin, Berlin 2019, ISBN 978-3-7371-0077-9.
- Die sieben Sprachen des Schweigens. Rowohlt Berlin, Berlin 2021, ISBN 978-3-7371-0113-4.
- „Darling, it’s Dilius!“ Erinnerungen mit großem A. Rowohlt Berlin, Berlin 2023, ISBN 978-3-7371-0163-9.

### Herausgeberschaft
- Konservativ in 30 Tagen. Reinbek bei Hamburg 1988, ISBN 3-498-01276-2

## Auszeichnungen
- 1967: Preis Junge Generation zum Kunstpreis Berlin
- 1971: Villa-Massimo-Stipendium
- 1989: Gerrit-Engelke-Preis
- 1996: Aufenthaltsstipendium Schloss Wiepersdorf
- 1997: Mainzer Stadtschreiber
- 2001: Daimler-Chrysler-Stipendium der Casa di Goethe
- 2002: Samuel-Bogumil-Linde-Preis
- 2004: Walter-Hasenclever-Literaturpreis
- 2004: Fontane-Literaturpreis der Stadt Neuruppin
- 2004: Brüder-Grimm-Professur
- 2007: Schubart-Literaturpreis
- 2007: Deutscher Kritikerpreis
- 2007: Joseph-Breitbach-Preis
- 2008/2009: Stadtschreiber von Bergen
- 2009: Evangelischer Buchpreis für Bildnis der Mutter als junge Frau
- 2011: Georg-Büchner-Preis
- 2012: Gerty-Spies-Literaturpreis
- 2014: Silberner Haunetaler der Stadt Wehrda
- 2017: Bundesverdienstkreuz 1. Klasse